# 卓嘎 (1963年)
卓嘎（藏語：སྒྲོལ་དཀར་，威利转写：sgrol dkar，藏语拼音：Zhoigar，1963年9月—），女，藏族，西藏拉萨人，中华人民共和国官员。第十二届全国政协委员。

## 生平
卓嘎是研究生学历。1980年11月参加工作。1984年3月参加中国共产党。2008年1月，出任中共林芝地委副书记、林芝地区行政公署专员，为中共西藏自治区纪委委员。2012年12月，调任中共西藏自治区住房和城乡建设厅党组书记、副厅长。2017年5月，改任西藏自治区政府国有资产监督管理委员会党委书记、副主任。2018年1月，升任西藏自治区政协副主席。